# Lacrimula
Lacrimula is een mosdiertjesgeslacht uit de familie van de Batoporidae en de orde Cheilostomatida. De wetenschappelijke naam ervan is in 1966 voor het eerst geldig gepubliceerd door Cook.

## Soorten
- Lacrimula affinis Bock & Cook, 2004
- Lacrimula burrowsi Cook, 1966
- Lacrimula pyriformis Cook, 1966
- Lacrimula similis Cook & Lagaaij, 1976
- Lacrimula visakhensis Rao & Rao, 1973

Niet geaccepteerde soort:
- Lacrimula sinensis Lu, 1991 → Characodoma sinensis (Lu, 1991)